# Ampfingstraße
Die Ampfingstraße ist eine Innerortsstraße im Stadtbezirk Berg am Laim (Nr. 14) von München.

## Verlauf
Die Straße beginnt am Innsbrucker-Ring-Tunnel (der Nord-Süd-Ast auch von der Berg-am-Laim-Straße) nach der Leuchtenberg-Unterführung und schließt das Werksviertel, eine frühere Gewerbefläche im Osten der Ostbahnhofs nach Osten ab. Sie geht an der Kreuzung mit der Grafinger Straße in die Aschheimer Straße über.

## Öffentlicher Verkehr
Die Haltestelle Ampfingstraße der Straßenbahnlinie 21 befindet sich in der den Mittleren Ring überführenden Berg-am-Laim-Straße nahe der tiefliegenden Abzweigung der Ampfingstraße. Die Straße wird von der Metrobuslinie 59 durchfahren.

## Namensgeber
Die Straße ist nach der Gemeinde Ampfing im Landkreis Mühldorf am Inn östlich von München (Schauplatz der Schlacht bei Mühldorf, auch als Schlacht bei Ampfing bekannt, im Jahr 1322) benannt.

## Charakteristik
Die Straße, die nach ihrem Abzweig vom Innsbrucker-Ring-Tunnel getrennte Richtungsfahrbahnen besitzt, ist die östliche Begrenzung des Werksviertels. Quasi um die Ecke (Mühldorfstraße 15) befindet sich die Firmenzentrale des Elektronikkonzerns Rohde & Schwarz.

## Denkmalgeschützte Bauwerke

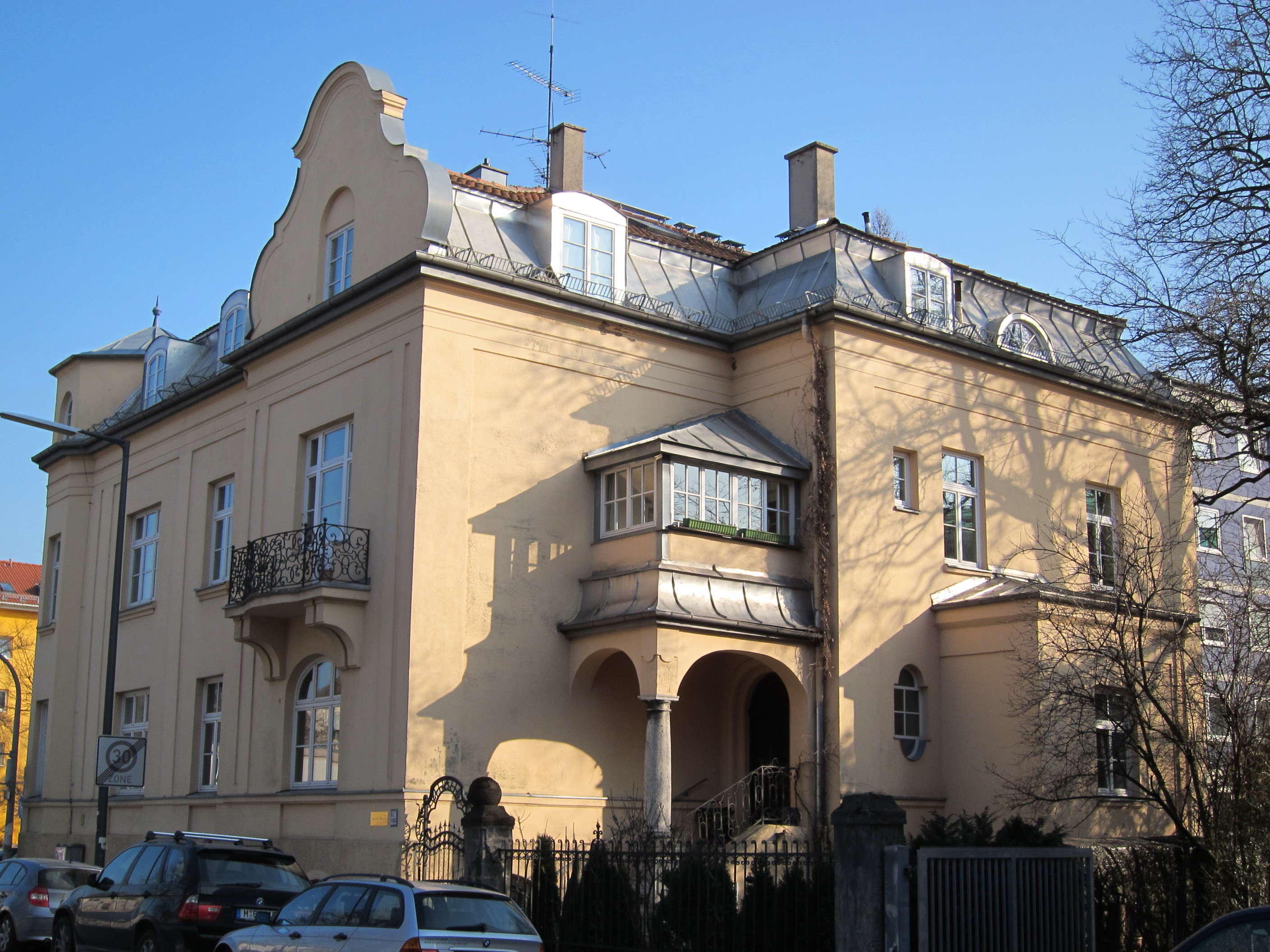
Mühldorfstraße 28

In der Straße liegen keine denkmalgeschützten Bauwerke. In der Nähe:
- Mühldorfstraße 28: Villa in Ecklage, zweigeschossiger Mansardwalmdachbau mit angeschweiftem Zwerchgiebel, Eisenbalkon, Erkern und polygonalem Eckturm, in reduziert barockisierenden Formen, von Ludwig C. Lutz 1898, Einfriedung, Eisengitterzaun und Steinpfeiler, gleichzeitig (Denkmalliste D-1-62-000-4631)